# 多林斯卡區

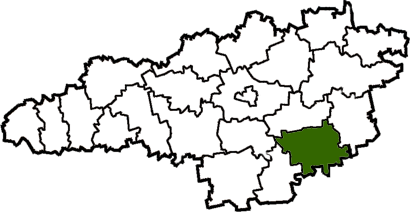

48°9′48″N 32°52′59″E / 48.16333°N 32.88306°E
多林斯卡區（烏克蘭語：是位於烏克蘭中部基洛夫格勒州的舊區，首府設於多林斯卡，並於2020年被撤銷。該區面積1,200平方公里，2013年人口35,217，人口密度每平方公里29.35人。